# Mèo túi phía Đông
Mèo túi phía Đông, tên khoa học Dasyurus viverrinus, là một loài động vật có vú trong họ Dasyuridae, bộ Dasyuromorphia. Loài này được Shaw mô tả năm 1800.

## mô tả
Mèo túi phía đông có kích thước của một con mèo nhỏ, với chiều dài cơ thể 35–45 cm, chiều dài đuôi 21–30 cm, và khối lượng từ 0,7–2 kg. Con đực cân nặng trung bình khoảng 1,3 kg. Con cái có khối lượng trung bình 0,9 kg.

## Phân bố
Mèo túi phía đông phổ biến ở Tasmania, và được thấy trong rừng nhiệt đới, rừng cây thạch nam, khu vực núi non và cây bụi. Tuy nhiên, chúng cũng thích đồng cỏ khô và rừng ghép, bao quanh bởi đất nông nghiệp, đặc biệt là khi ấu trùng cỏ rất phổ biến..

## Lối sống
Mèo túi phía đông là một kẻ săn mồi đơn độc, săn mồi vào ban đêm. Chúng săn các loài côn trùng và động vật có vú nhỏ. Tuổi thọ có thể lên tới 6 năm.

## Sinh sản
Mùa sinh sản bắt đầu vào đầu mùa đông, và có thể sinh đến 20 con, nhưng chỉ những con đầu tiên gắn với sáu núm vú sẽ sống sót. Cai sữa diễn ra vào khoảng 10 tuần tuổi.

## Hình ảnh

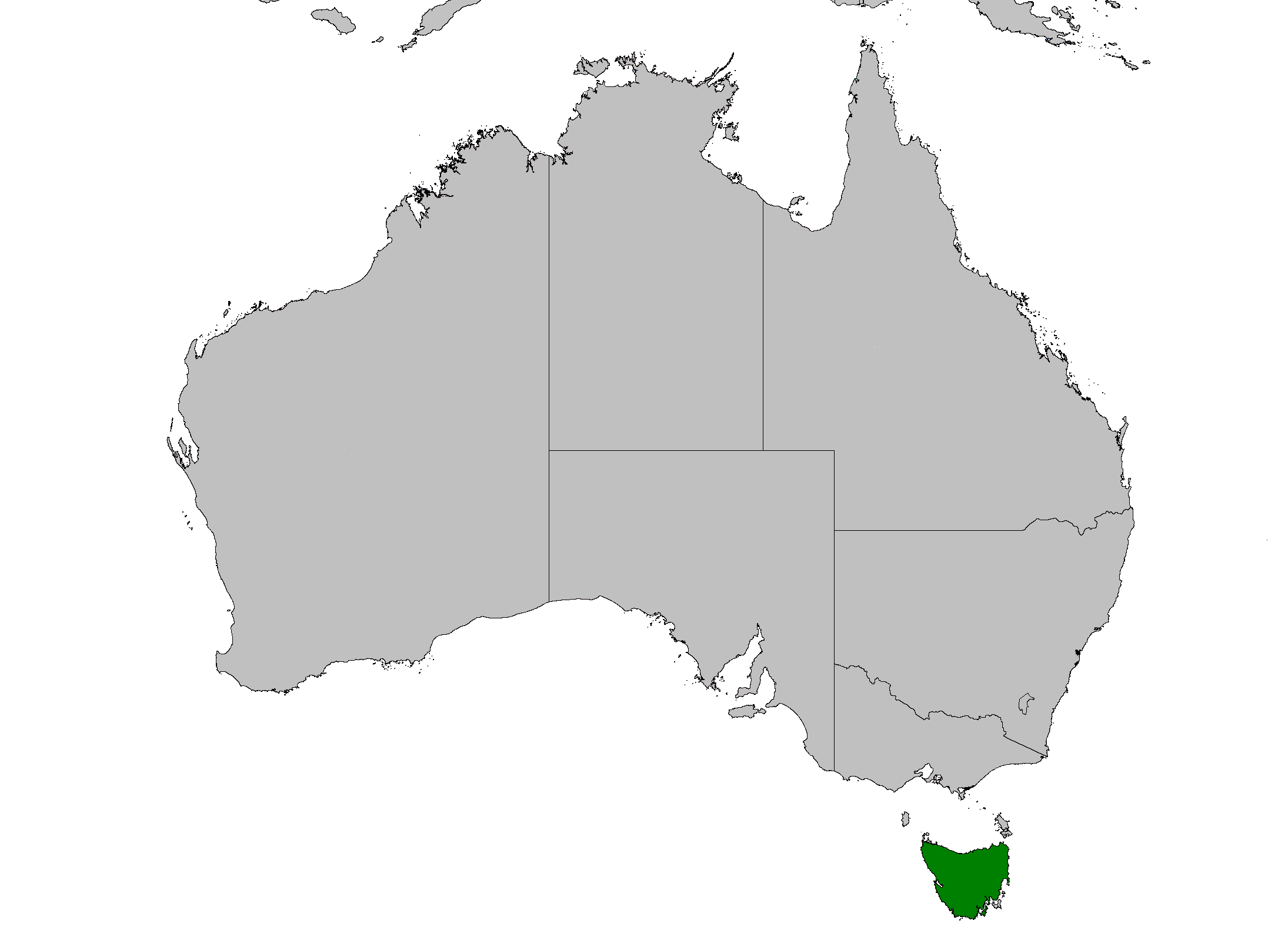
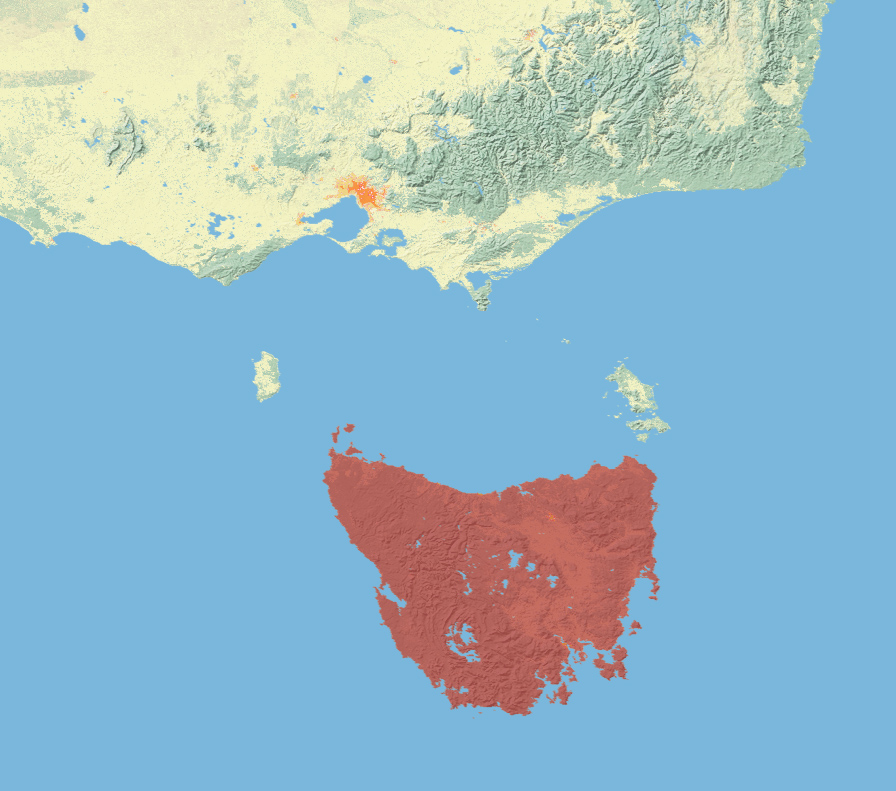
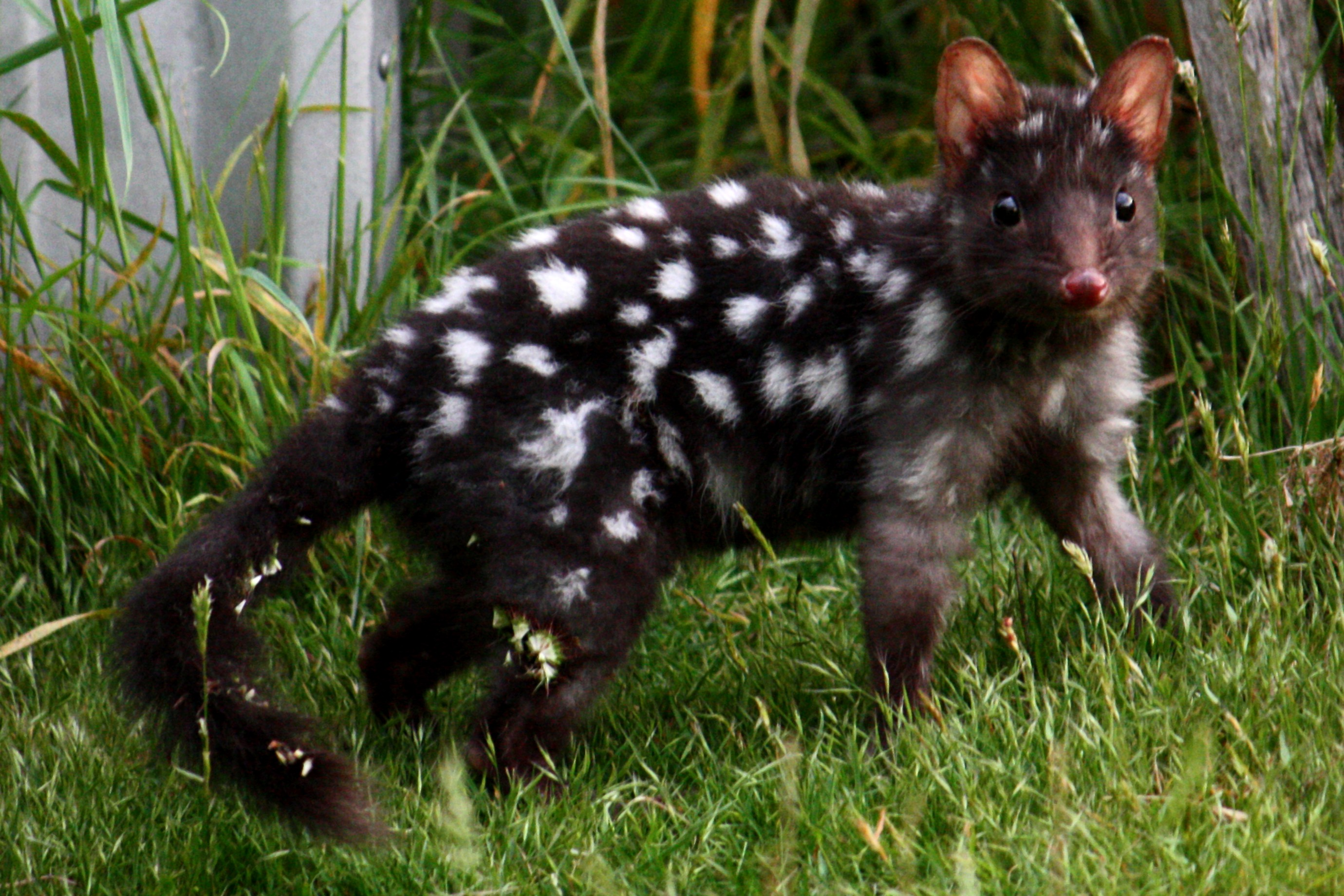
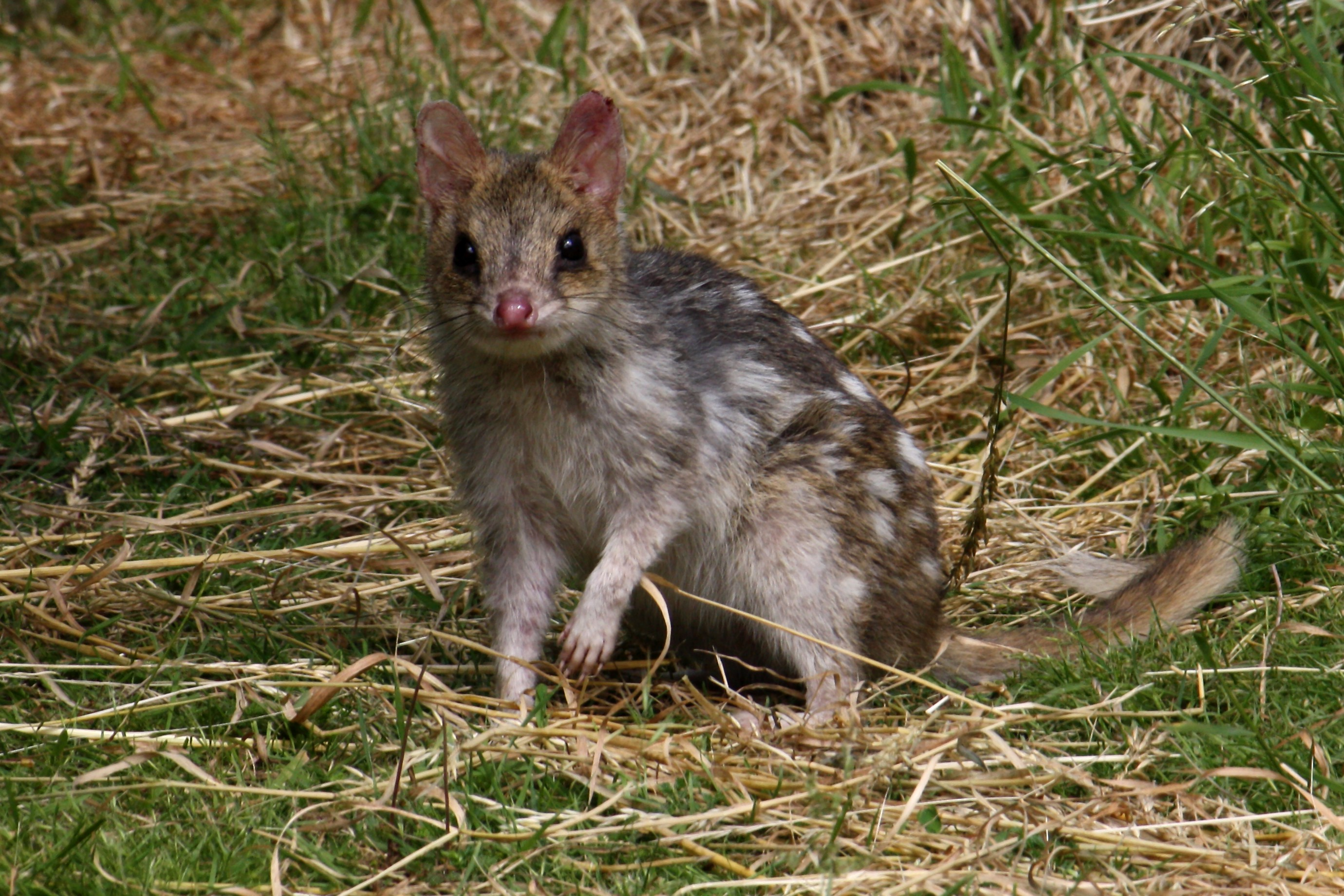